# Ungarische Badminton-Mannschaftsmeisterschaft 1967
Die Ungarische Badminton-Mannschaftsmeisterschaft 1967 war die siebente Auflage dieser Veranstaltung. Es wurde ein Wettbewerb für gemischte Mannschaften ausgetragen. Meister wurde das Team von Bp. Petőfi.

## Endstand
| Platz | Mannschaft |
| ----- | --- |
| 1.    | Bp. Petőfi (János Cserni, Pál Rázsó, György Rázsó, Ferenc Jászonyi, Zsolt Vajna, Péter Majerszky, Katalin Jászonyi, Renáta Doba, Katalin Teleki) |
| 2.    | Igazságügyi SC |
| 3.    | Munkaügyi Minisztérium 2. sz. Tanintézet SK |
| 4.    | Bp. VTSK |
| 5.    | Szilikátipari Kutató |
| 6.    | MAFC |

## Referenzen
- Statistik zu den Teamwettbewerben
- A magyar tollaslabdasport 50 éve 1960-2010, Magyar Tollaslabda Szövetség, 2010